# 八尾市議会
八尾市議会（やおしぎかい）は、大阪府八尾市の議会である。

## 概要
- 定数：26人
- 任期：4年
- 選挙区：市全体を1選挙区とする大選挙区制（単記非移譲式）
- 議長：田中慎二（大阪維新の会）
- 副議長：前園正昭（公明党）

## 会派
2023年5月18日時点での会派構成は以下の通り。
| 会派名                 | 議席数 | 所属党派             | 女性議員数 | 女性議員の比率(%) |
| ---------------------- | ------ | -------------------- | ---------- | ----------------- |
| 大阪維新の会           | 9      | 大阪維新の会         | 1          | 11                |
| 公明党                 | 5      | 公明党               | 2          | 40                |
| 八尾保守の会           | 3      | 自由民主党2・参政党1 | 1          | 33.33             |
| 八尾の未来を紡ぐ会     | 3      | 立憲民主党1・無所属2 | 1          | 33.33             |
| 日本共産党             | 3      | 日本共産党           | 3          | 100               |
| 新声                   | 2      | 無所属               | 0          | 0                 |
| （会派に属さない議員） | 1      | 無所属               | 0          | 0                 |
| 計                     | 26     |                      | 8          | 25                |

## 部落解放同盟に関わる事件
1969年には部落解放同盟関係者が八尾市議会に殺到し、八尾市議らに圧力をかけ、圧力に屈せず部落解放同盟による同和住宅不正を追及した日本共産党の八尾市議会議員が除名させられた八尾市議除名事件が起きている。
2006年8月には八尾市人権協会副会長、人権安中地域協議会理事長、部落解放同盟安中支部相談役という肩書を持つ男が八尾市発注の公共事業をめぐる恐喝容疑で逮捕されていることが日本共産党の越智妙子議員によって、議会で議題となっている。2008年3月13日の八尾市議会文教産業委員会で、日本共産党の越智妙子議員が大阪市東住吉区に本社を置く光誉実業の社長ら12人が逮捕された事件で、部落解放同盟と接点のある八尾市の事業系ゴミ収集の認可業者の設立に暴力団関係者が関わっていた事実を指摘し、暴力団員などの排除を定めた市条例施行規則をあげて市の対応をただしている。